# Haworthia elizeae
Haworthia elizeae är en grästrädsväxtart som beskrevs av Ingo Breuer. Haworthia elizeae ingår i släktet Haworthia och familjen grästrädsväxter. Inga underarter finns listade i Catalogue of Life.